# سيمون ستابلتون
سيمون ستابلتون (بالإنجليزية: Simon Stapleton)‏ هو لاعب كرة قدم بريطاني في مركز الوسط، ولد في 10 ديسمبر 1968 في أكسفورد في المملكة المتحدة. لعب مع نادي بريستول روفيرز ونادي بورتسموث وويكمب وندررز.